# أمال قطب
أمال قطب (13 مارس 1993 -) هي ممثلة مصرية.

## حياتها
ولدت أمال بأحد قري محافظة الشرقية في 13 مارس 1993, تخرجت في كلية التربية الفنية جامعة حلوان ،شاركت في أكثر من عمل بأدوار ثانوية مؤثرة تركت بصمة في عالم المسلسلات و الأفلام، ومن أهم أعمالها مسلسلات «لعبة نيوتن» مع منى زكي و«لما كنا صغيرين» مع خالد النبوي وريهام حجاج، و«الآنسة فرح» مع رانيا يوسف وأسماء أبو اليزيد، ومسلسل ونسني يجمع نجوم برنامج SNL بالعربي وهو مسلسل كوميدي يشارك في بطولته العديد من النجوم.

## أعمالها

### من أعمال التلفزيون
| سنة الإنتاج | اسم المسلسل            | الشخصية     |
| ----------- | ---------------------- | ----------- |
| 2020        | ونسني (مسلسل)          | أوديت       |
| 2020        | لما كنا صغيرين (مسلسل) | سحر         |
| 2020        | حكايات بنات (مسلسل)    | ريهام       |
| 2021        | لعبة نيوتن (مسلسل)     |             |
| 2022        | الآنسة فرح (مسلسل)     |             |
| 2023        | جلسة مرض نفسي (مسلسل)  | لم يعرض بعد |
| 2023        | عالم تاني (مسلسل)      |             |
| 2020        | ولاد إمبابة (مسلسل)    |             |
| 2020        | عمر ودياب (مسلسل)      |             |
| 2023        | في الهوا سوا           |             |
| 2024        | وبينا ميعاد (مسلسل)    |             |

### من أعمال السينما
| سنة الإنتاج | الفيلم                  | الشخصية |
| ----------- | ----------------------- | ------- |
| 2022        | خرجوا ولم يعودوا (فيلم) | دعاء    |
| 2022        | القدر (فيلم)            |         |
| 2020        | 11:11 (فيلم)            |         |
| 2020        | في الهوا سوا (فيلم)     |         |